# Григорівський маяк
Григо́рівський мая́к — маяк на березі Чорного моря біля села Григорівка в Одеському районі Одеської області України. Навігатор для Одеського та Південного морських портів та у напрямку Бузько-Дніпровсько-Лиманського каналу.

## Опис
Григорівський маяк встановлений за 3,8 морські милі від мису Дофінівський. Він забезпечує необхідне безпечне плавання суден на підходах до портів «Одеса», «Південний» та у напрямку Бузько-Дніпровсько-Лиманського каналу.
Споруду встановлено у 1955 році як світний навігаційний знак, але згодом, у 1972 році, як і всі інші навігаційні знаки цього класу, її було реконструйовано: за єдиним типовим проектом збудовано для нього нову башту, на вершині якої у металевому каркасі закріплено дерев'яний щит видимості у вигляді циліндра зі зрізаним конусом під ним.
У 1983 та 1986 роках на знакові замінили світлооптичні прилади, в результаті чого дальність видимості вогню досягла 18 миль, що дозволило класифікувати його як маяк. У 1997 році Григорівський маяк було капітально відремонтовано, завдяки новому обладнанню він працює в автоматичному режимі, хоча також має і резервний вогонь.